# یاماموتو (دهانه)
یاماموتو یک دهانه برخوردی در ماه‌ است.